# Victory Road 2004
Victory Road 2004 è stata la prima edizione del pay-per-view prodotto dalla federazione Total Nonstop Action Wrestling (TNA). L'evento si è svolto il 7 novembre 2004 presso la IMPACT! Zone di Orlando in Florida.

## Risultati
| # | Risultati | Stipulazioni                                                  | Durata |
| - | --- | ------------------------------------------------------------- | ------ |
| 1 | Héctor Garza elimina per ultimo Kazarian e vince il                                                                                  | 20 man Gauntlet match per l'X Division Cup                    | 26:25  |
| 2 | Ron Killings, Erik Watts, Johnny B. Badd e Pat Kenney hanno sconfitto The Naturals (Andy Douglas e Chase Stevens), Kid Kash e Dallas | 8 man tag team match                                          | 04:37  |
| 3 | Mascarita Sagrada ha sconfitto Piratita Morgan                                                                                       | Single match                                                  | 02:58  |
| 4 | 3Live Kru (B.G. James e Konnan) hanno sconfitto Team Canada (Bobby Roode ed Eric Young) (c)                                          | Tag team match per i titoli NWA World Tag Team Championship   | 06:57  |
| 5 | Stephanie Trinity (con Johnny Swinger e Glenn Gilberti) ha sconfitto Jacqueline                                                      | Single match                                                  | 01:50  |
| 6 | Monty Brown ha sconfitto Raven e Abyss                                                                                               | Monster Ball match                                            | 09:05  |
| 7 | Petey Williams (c) (con Coach D'Amore) ha sconfitto A.J. Styles                                                                      | Single match per il titolo TNA X Division Championship        | 09:48  |
| 8 | America's Most Wanted (James Storm e Chris Harris) hanno sconfitto Triple X (Christopher Daniels ed Elix Skipper)                    | Tag team Last Man Standing match                              | 11:31  |
| 9 | Jeff Jarrett (c) ha sconfitto Jeff Hardy                                                                                             | Ladder match per il titolo NWA World Heavyweight Championship | 18:37  |
|   | (c) = campione in carica al momento dell'inizio del match                                                                            |                                                               |        |

### Gauntlet match
In riferimento alla prima riga della tabella soprastante.
| Entrante | Entrante       | Eliminato da | Eliminato da       | Tempo |
| -------- | -------------- | ------------ | ------------------ | ----- |
| 1        | Kazarian       | 19           | Garza              | 26:25 |
| 2        | Sonjay Dutt    | 4            | Shelley            | 10:15 |
| 3        | Puma           | 1            | Shane and Kazarian | 05:59 |
| 4        | L.A. Park      | 5            | Kazarian           | 10:23 |
| 5        | Jerrelle Clark | 2            | Shane and Kazarian | 06:05 |
| 6        | Miyamoto       | 3            | Shane and Kazarian | 06:12 |
| 7        | Michael Shane  | 13           | Spanky             | 20:29 |
| 8        | Héctor Garza   | –            | Vincitore          | 26:25 |
| 9        | Nosawa         | 6            | Siaki              | 12:18 |
| 10       | Mikey Batts    | 7            | Garza              | 12:43 |
| 11       | Alex Shelley   | 11           | Cross              | 17:32 |
| 12       | Matt Sydal     | 8            | Shelley            | 14:55 |
| 13       | Sonny Siaki    | 12           | Sabin and Spanky   | 20:04 |
| 14       | Jason Cross    | 14           | Psicosis           | 21:43 |
| 15       | Shark Boy      | 9            | Siaki              | 16:48 |
| 16       | Psicosis       | 15           | Amazing Red        | 22:09 |
| 17       | D-Ray 3000     | 10           | Siaki              | 16:49 |
| 18       | Amazing Red    | 16           | Kazarian           | 22:22 |
| 19       | Spanky         | 17           | Sabin              | 22:33 |
| 20       | Chris Sabin    | 18           | Garza              | 23:46 |

### Eliminazionidel Last Team Standing match
In riferimento all'ottava riga della prima tabella.
| Eliminazione | Lottatore                                          | Eliminato da        | Tempo |
| ------------ | -------------------------------------------------- | ------------------- | ----- |
| 1            | James Storm                                        | Christopher Daniels | 6:28  |
| 2            | Christopher Daniels                                | Chris Harris        | 7:56  |
| 3            | Elix Skipper                                       | Chris Harris        | 11:31 |
|              | America's Most Wanted (Chris Harris & James Storm) | Vincitori           |       |